# 도봉산역
도봉산역(道峰山驛, Dobongsan station)은 대한민국 서울특별시 도봉구 도봉동에 있는 수도권 전철 1호선과 서울 지하철 7호선의 전철역이자 환승역이다. 서울 지하철 7호선의 경우 이 역부터 장암역까지 지상 구간이다.

## 역사
- 1986년 9월 2일(화요일) : 수도권 전철 1호선 창동역~의정부역 구간 연장 개통과 함께 영업 개시
- 1996년 10월 11일(금요일) : 서울 지하철 7호선 건대입구역~장암역 구간 개통과 함께 환승역이 됨
- 2005년 12월 21일(수요일) : 수도권 전철 1호선 동묘앞역 개통과 함께 역 번호가 114에서 113으로 변경됨

## 개요
서울 지하철 7호선은 중랑천 하저터널로 수락산역과 연결된다.

## 역명
경원선 성북역~의정부역 복선전철화 착공 당시 가칭 역명은 누원역(樓院驛)이었으나 1986년 서울 지하철 4호선과 같은 노선의 서울 지하철 7호선 노원역과의 역명 혼란으로 인하여 영업 개시 즈음에 인근에 위치한 도봉산의 이름을 따 도봉산역(道峰山驛)으로 명명하였다. 가칭 역명이 누원역(樓院驛)이었던 이유는 이 역의 위치가 조선 시대부터 구한말까지 경기도 양주군 해등촌면 상루원리(현재의 서울특별시 도봉구 도봉동) 및 경기도 양주군 둔야면 누원리(현재의 경기도 의정부시 호원동)의 경계에 인접하여 있었기 때문이다.

## 역 구조
수도권 전철 1호선은 승강장 양쪽 끝의 외선 선로는 동두천역~인천역 간 급행열차와 1부 특별열차를 대피하기 위한 완행열차의 대피선으로 사용한다. 서울 지하철 7호선은 열차 회차 선로가 장암역 방향으로 설치되어 있으며, 도봉차량사업소로 입·출고하는 열차는 이 역에서 시·종착하기 때문에 석남역에서 출발하는 열차는 대부분 이 역까지만 운행한다. 수락산역 방향의 경우 이 역을 출발하자마자 바로 지하로 들어가고, 장암역 방향의 경우는 지상으로 계속 가나 느린 속도로 천천히 운행한다. 곡선으로 많이 휘어져 열차와 승강장 사이의 틈새가 넓기 때문에 승·하차시 발이 빠지지 않도록 주의하여야 한다. 출입구는 한국철도공사 관할 2개, 서울교통공사 관할 2개로 총 4개다.

### 1호선 승강장
2면 4선의 쌍섬식 승강장을 갖춘 지상역이며, 반밀폐형 스크린도어가 설치되어 있다.
| ↑도봉           |
| ４３ \| ２１ \| |
| 망월사↓         |

| 1·2 | ● 수도권 전철 1호선 | 회룡·의정부·양주·동두천·연천 방면(1반, 급행)    |
| 3·4 | ● 수도권 전철 1호선 | 광운대·회기·용산·구로·부천·인천 방면(1반, 급행) |

### 7호선 승강장
2면 2선의 곡선 상대식 승강장을 갖춘 고가역이며, 반밀폐형 스크린도어가 설치되어 있다.
| 장암 ↑   |
| \| 상    |
| ↓ 수락산 |

| 상행 | ● 서울 지하철 7호선 | 장암 방면 도봉기지 입고 열차 당역 종착           |
| 하행 | ● 서울 지하철 7호선 | 노원·태릉입구·건대입구·고속터미널·온수·석남 방면 |

## 역 주변
- 도봉산역광역환승센터
- 누원초등학교
- 누원고등학교
- 도봉고등학교
- 도봉1동우체국
- 도봉산
- 서울인강학교
- 서울창포원
- 중랑천 방면

## 사진

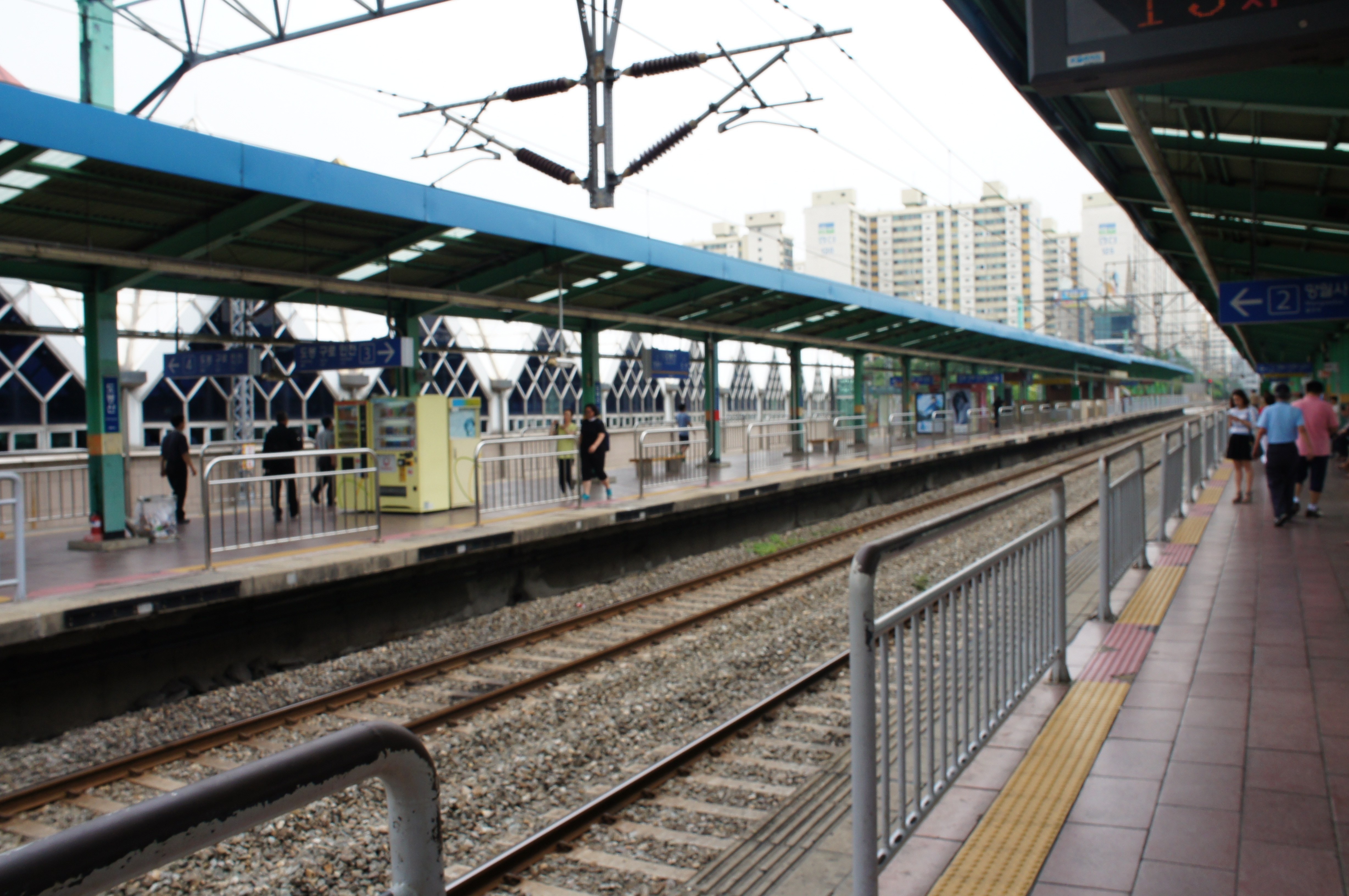
1호선 2번(소요산 방향) 승강장(연천역~소요산역 구간 추가 개통·스크린도어 설치 전)
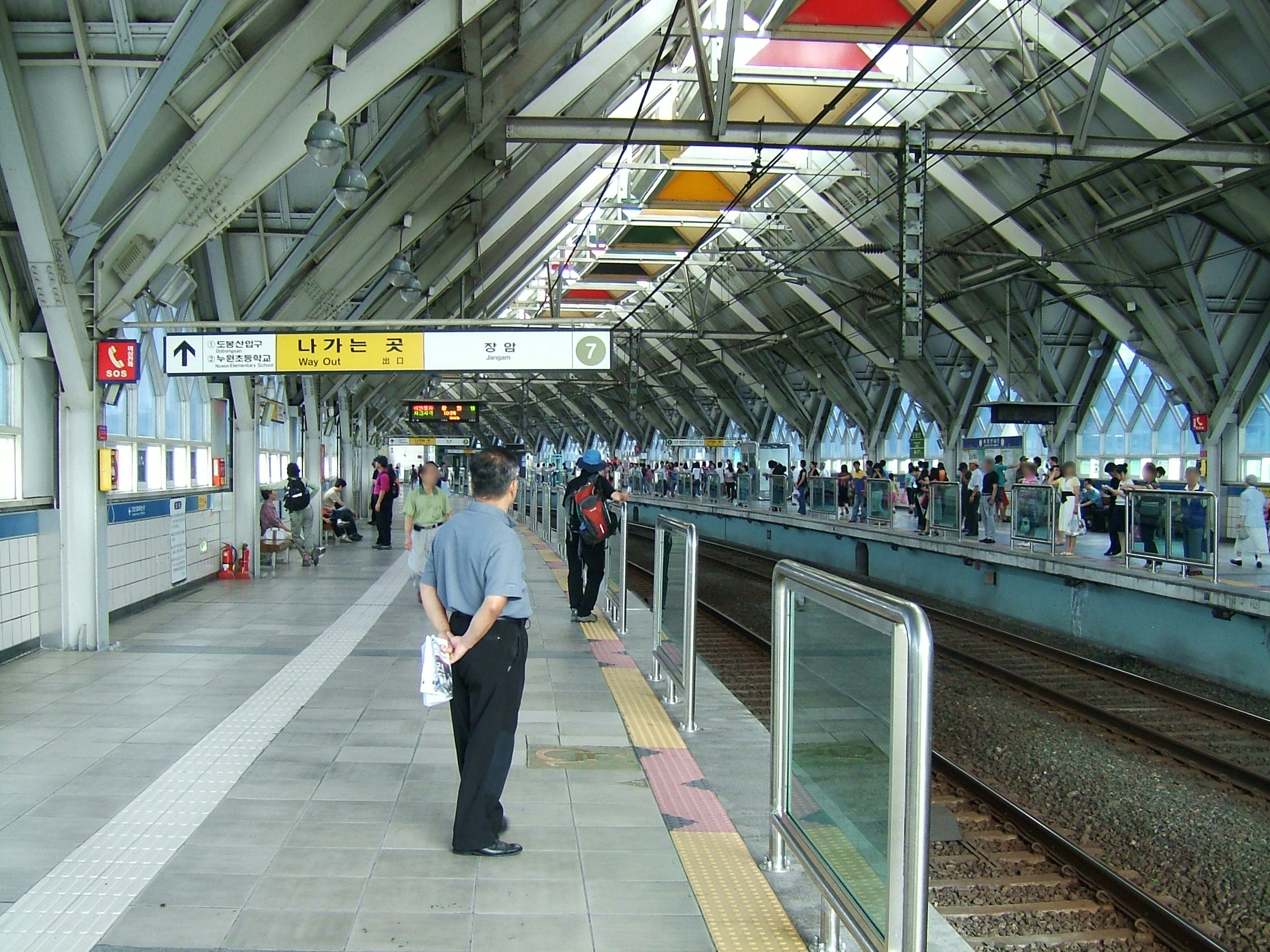
7호선 장암 방향 승강장(부평구청역~온수역 구간 추가 개통·스크린도어 설치 전, 서울특별시 도시철도공사 시절)
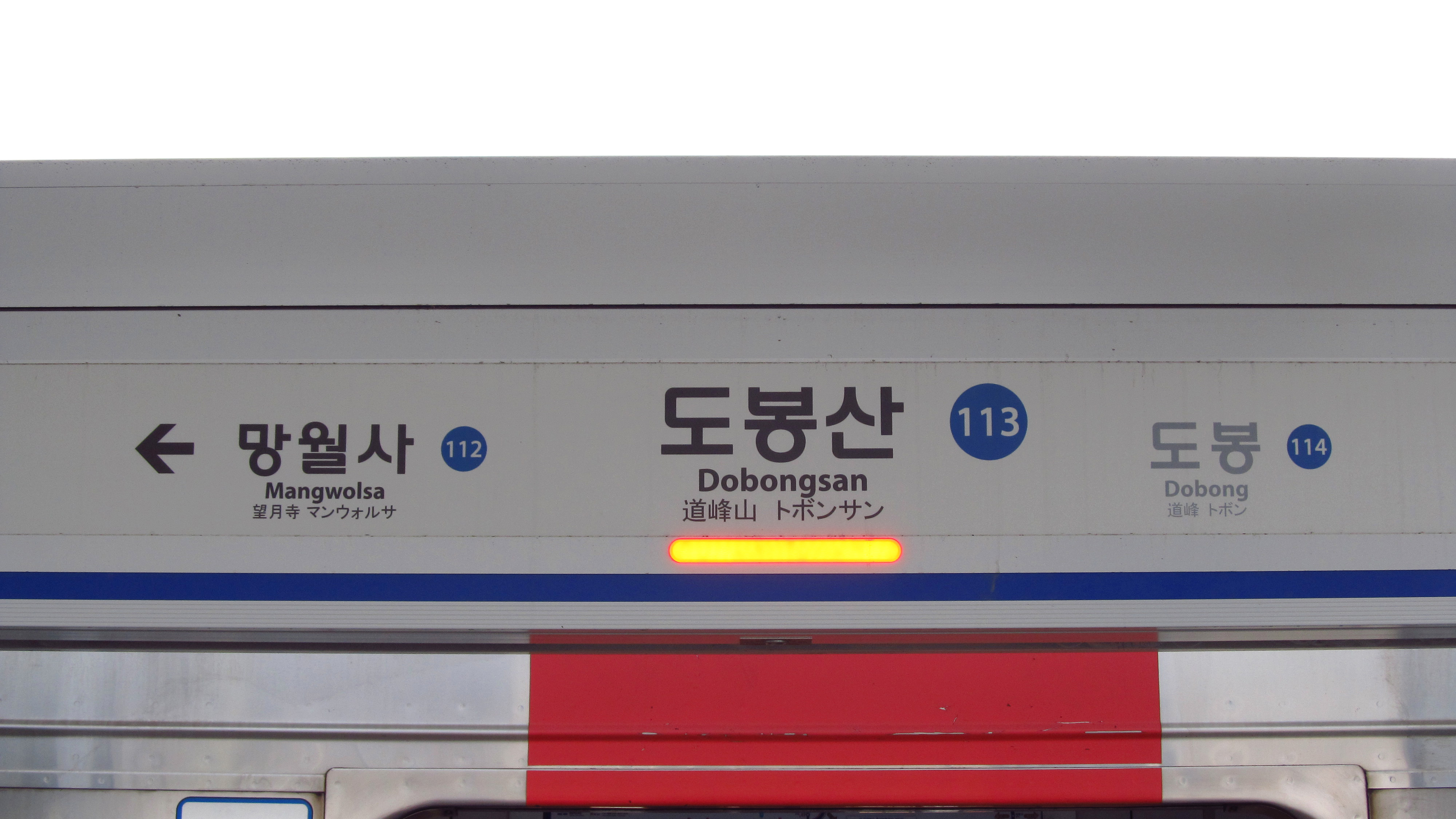
1호선 2번(연천 방향) 승강장 스크린도어 역명판
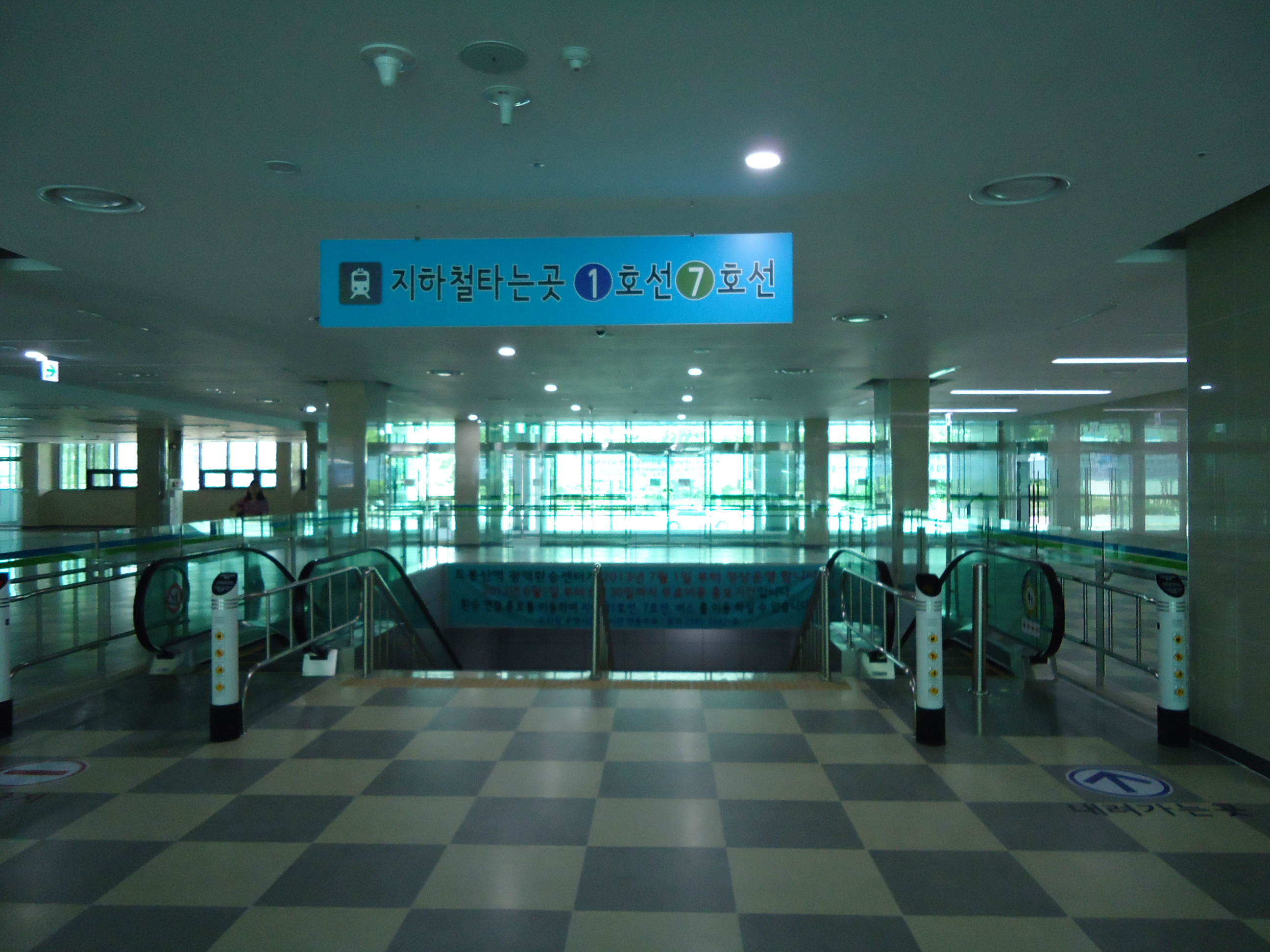
1·7호선 타는 곳(전), 환승출구(후)
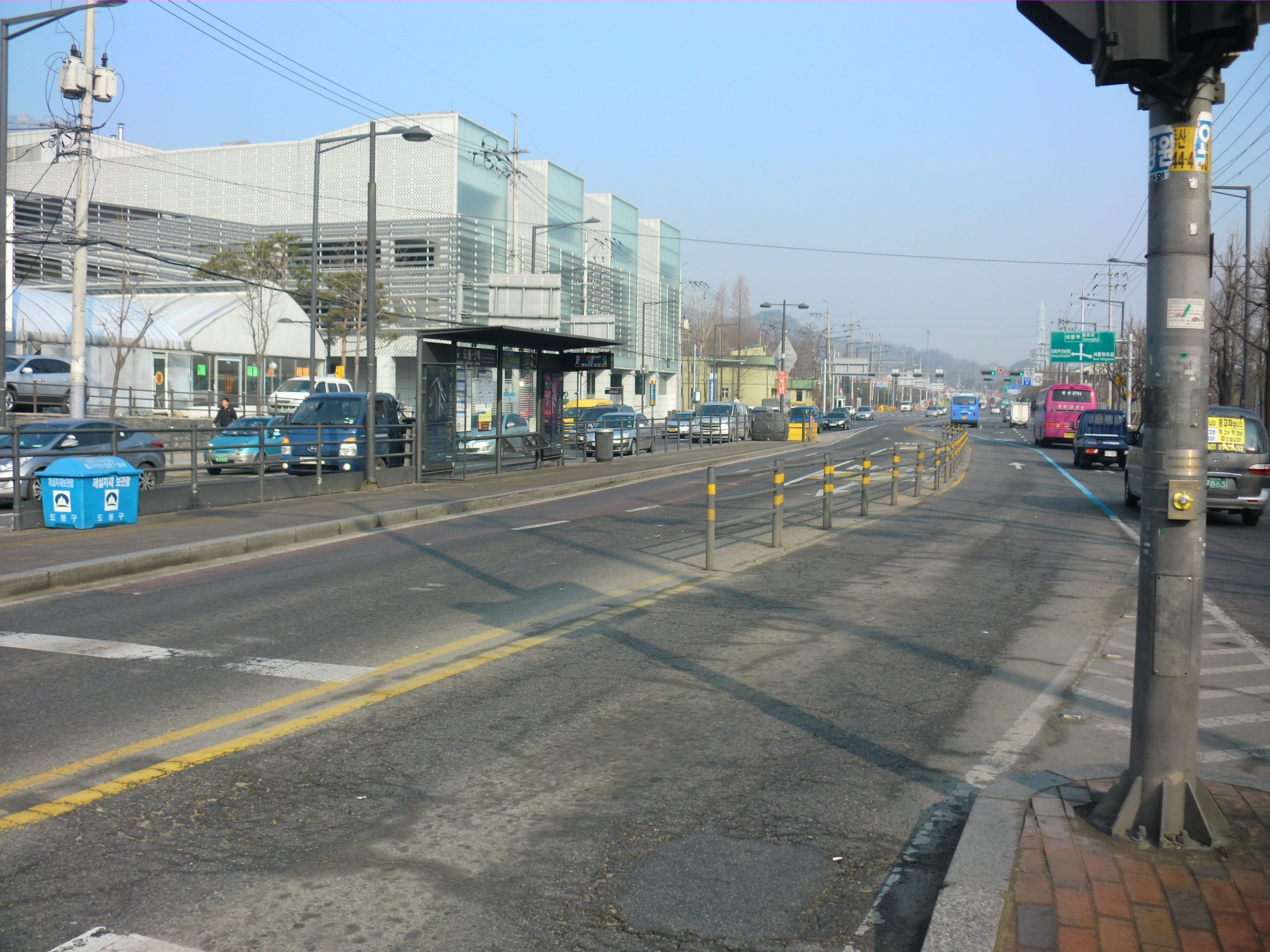
버스 정류장
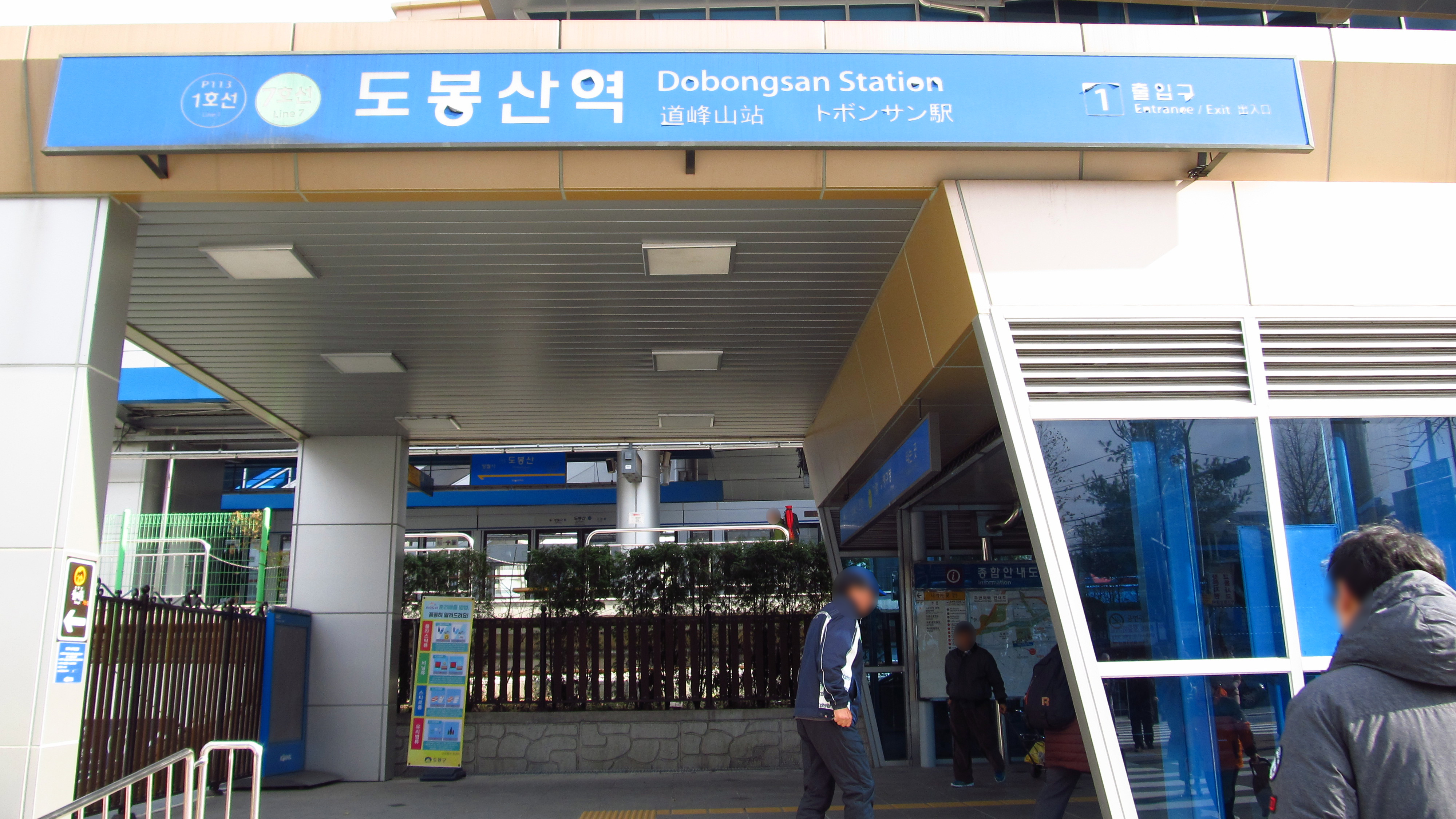
1번 출입구

## 이용객 변동
| 노선  | 노선    | 일평균 인원수 (명/일) | 일평균 인원수 (명/일) | 일평균 인원수 (명/일) | 일평균 인원수 (명/일) | 일평균 인원수 (명/일) | 일평균 인원수 (명/일) | 일평균 인원수 (명/일) | 일평균 인원수 (명/일) | 일평균 인원수 (명/일) | 일평균 인원수 (명/일) | 각주                  | 각주                  | 각주  |
| 노선  | 노선    | 2000년                | 2001년                | 2002년                | 2003년                | 2004년                | 2005년                | 2006년                | 2007년                | 2008년                | 2009년                | 각주                  | 각주                  | 각주  |
| ----- | ------- | --------------------- | --------------------- | --------------------- | --------------------- | --------------------- | --------------------- | --------------------- | --------------------- | --------------------- | --------------------- | --------------------- | --------------------- | ----- |
| 1호선 | 승차    | 1,937                 | 4,652                 | 5,224                 | 6,170                 | 5,698                 | 6,243                 | 6,384                 | 6,699                 | 6,540                 | 6,614                 | [ 7 ]                 | [ 7 ]                 | [ 7 ] |
| 1호선 | 하차    | 5,347                 | 4,231                 | 7,700                 | 6,624                 | 5,464                 | 6,511                 | 6,639                 | 6,939                 | 6,951                 | 6,975                 | [ 7 ]                 | [ 7 ]                 | [ 7 ] |
| 7호선 | 승차    | 5,058                 | 6,943                 | 7,692                 | 8,720                 | 9,294                 | 9,887                 | 10,472                | 10,192                | 10,415                | 10,429                | [ 8 ]                 | [ 8 ]                 | [ 8 ] |
| 7호선 | 하차    | 4,296                 | 5,529                 | 6,186                 | 7,204                 | 7,579                 | 8,195                 | 8,672                 | 8,421                 | 8,732                 | 8,929                 | [ 8 ]                 | [ 8 ]                 | [ 8 ] |
| 7호선 | 승·하차 | 9,354                 | 12,472                | 13,878                | 15,924                | 16,873                | 18,083                | 19,143                | 18,613                | 19,148                | 19,358                | [ 8 ]                 | [ 8 ]                 | [ 8 ] |
| 노선  | 노선    | 일평균 인원수 (명/일) | 일평균 인원수 (명/일) | 일평균 인원수 (명/일) | 일평균 인원수 (명/일) | 일평균 인원수 (명/일) | 일평균 인원수 (명/일) | 일평균 인원수 (명/일) | 일평균 인원수 (명/일) | 일평균 인원수 (명/일) | 일평균 인원수 (명/일) | 일평균 인원수 (명/일) | 일평균 인원수 (명/일) | 각주  |
| 노선  | 노선    | 2010년                | 2011년                | 2012년                | 2013년                | 2014년                | 2015년                | 2016년                | 2017년                | 2018년                | 2019년                | 2020년                | 2021년                | 각주  |
| 1호선 | 승차    | 6,870                 | 6,921                 | 7,161                 | 7,732                 | 8,013                 | 7,767                 | 8,447                 | 9,374                 | 9,576                 | 9,772                 | 7,989                 | 8,357                 | [ 7 ] |
| 1호선 | 하차    | 7,118                 | 7,197                 | 7,327                 | 7,695                 | 7,819                 | 7,447                 | 7,609                 | 7,914                 | 8,100                 | 8,431                 | 6,844                 | 7,308                 | [ 7 ] |
| 7호선 | 승차    | 10,955                | 11,130                | 11,050                | 11,632                | 12,526                | 12,398                | 11,016                | 9,558                 | 9,437                 |                       |                       |                       | [ 8 ] |
| 7호선 | 하차    | 9,419                 | 9,774                 | 9,722                 | 10,541                | 11,525                | 11,646                | 11,388                | 11,297                | 11,477                |                       |                       |                       | [ 8 ] |
| 7호선 | 승·하차 | 20,374                | 20,904                | 20,773                | 22,173                | 24,051                | 24,044                | 22,404                | 20,655                | 20,914                |                       |                       |                       | [ 8 ] |

## 배선도
이 역, 장암역, 도봉차량사업소의 배선도는 다음과 같다. 망월사역 방향으로 서울 지하철 7호선 선로와의 연결 선로가 있다.

## 인접한 역
| 경원선                      | 경원선                                             | 경원선                         |
| --------------------------- | -------------------------------------------------- | ------------------------------ |
| 112 망월사 연천 방면 미운행 | ● 수도권 전철 1호선 경원선-경인선 완행 경부선 완행 | 114 도봉 인천 방면 서동탄 방면 |
| 111 회룡 동두천 방면        | ● 수도권 전철 1호선 경원선 급행                    | 116 창동 인천 방면 광운대 방면 |
| 서울 지하철 7호선           |                                                    |                                |
| 709 장암 방면               | ● 서울 지하철 7호선                                | 711 수락산 석남 방면           |